# Fanny Torresella
Fanny Elena Constantina Torresella (Tbilisi, Geòrgia, 1856 - Roma, Itàlia, 2 de maig de 1914) fou una soprano operística italiana nascuda a Rússia.
Va desenvolupar una carrera escènica de més de vint anys amb aparicions als principals teatres d'òpera d'Itàlia, d'Espanya, de Rússia i d'Amèrica del Sud. També va fer aparicions com a convidat a Àustria, Egipte i Portugal i una aparició com a convidada al Drury Lane Theatre de Londres.

## Biografia
Fou filla del director italià Antonio Torresella i de la veneciana Nina Bos. El seu pare va treballar com a director del cor del Teatre d'Òpera de Tblissi i després del cor del Teatre d'Òpera de Trieste.
Fanny va rebre formació musical del seu pare i posteriorment a Trieste, on va estudiar piano, arpa i cant. El 1876 va aparèixer per primera vegada a l'Òpera de Trieste com a Fenena de l'òpera Nabucco de Giuseppe Verdi. L'any 1878 va interpretar, potser per primer cop, el paper de Gilda de l'òpera Rigoletto de Verdi, un paper que no deixaria de cantar fins a la seva retirada dels escenaris. Aquesta actuació va tenir lloc a la ciutat italiana de Fano, al Teatro della Fortuna.
Va participar en la temporada 1879-1880 del Teatro Real de Madrid, cantant en la representació d'obertura del 14 d'octubre l'òpera Gli Ugonotti de Giacomo Meyerbeer, al costat de Josephine de Reszke i Julián Gayarre, que foren els protagonistes. Després va participar en Un ballo in maschera de Verdi (21 d'octubre), Roberto il Diabolo de Meyerbeer (8 de novembre), L'Africana de Giacomo Meyerbeer (26 de novembre), I Capuleti e i Montecchi de Vincenzo Bellini (15 de desembre) i Mignon d'Ambroise Thomas (9 de gener de 1880), amb repeticions de les òperes en la temporada de primavera del teatre.
Va tornar al Real de Madrid per a la temporada 1880-1881, cantant el 7 d'octubre Roberto il Diabolo, de nou acompanyant a Josephine de Reszke. De Madrid va marxar a Sevilla, a la temporada de primavera, participant-hi a partir del mes d'abril en les òperes Roberto il Diabolo, L'Africana i Rigoletto.
Va fer la temporada 1880-1881 del Teatro São Carlo de Lisboa, cantant a partir del 8 de novembre de 1880 Gli Ugonotti, l'òpera Don Giovanni de W. A. Mozart a partir de 17 de desembre, dos dies més tard Un ballo in maschera de Verdi i a partir del 13 de gener de 1881 Roberto il Diabolo de Meyerbeer.
Va tornar al Real de Madrid per a la temporada 1881-1882, cantant també en la sessió d'obertura del 6 d'octubre de 1881, en aquest cas l'òpera Guglielmo Tell de Gioachino Rossini, en una companyia d'òpera que comptava amb la direcció musical de Joan Goula. El 21 d'octubre repetia Roberto il Diabolo i el 26 d'octubre era el torn de Rigoletto. Una nova òpera apareixia en el seu repertori el mes de novembre: Il profeta de Meyerbeer. A partir de l'u de desembre cantà L'Africana, i ja en 1882 participà en Mignon, el mes de febrer, i en Gli Ugonotti en el mes de març. Algunes de les obres es van repetir en la temporada de primavera.
Va tornar al Teatro São Carlo per a la temporada 1882-1883, interpretant a partir del 13 d'octubre de 1882 l'òpera L'ebrea de Fromental Halévy, a partir del 10 de novembre Gli Ugonotti, a partir de l'u de desembre L'Africana de Meyerbeer i a partir del 13 de gener I Capuleti e i Montecchi de Bellini.
El 1884 va aparèixer per primera vegada al Teatro alla Scala de Milà com a reina Margarida de Valois de l'òpera Gli Ugonotti.
També va debutar aquell any, en la temporada 1884-1885, al Gran Teatre del Liceu. Va ser el 14 de novembre de 1884, interpretant l'òpera L'Africana de Giacomo Meyerbeer, al costat de la soprano italiana Erminia Borghi-Mamo i del tenor espanyol Julián Gayarre. El 29 de novembre va participar en l'òpera Faust de Charles Gounod, amb Elvira Ercoli i el tenor rus Nikolái Figner. El 2 de gener de 1885 va cantar Linda di Chamounix de Gaetano Donizetti, també amb Ercoli i Figner, i el 10 de febrer era el torn de Roberto il Diabolo de Meyerbeer, amb Erminia Borghi-Mamo i Pierre-Émile Engel. Una setmana més tard, el 17 de febrer, va participar en Martha de Friedrich von Flotow, amb Ercoli i Engel. Amb el paper de Philine de l'òpera Mignon d'Ambroise Thomas, va acabar la temporada d'hivern del Liceu, al costat de la mezzosoprano Olimpia Guercia i de Piere-Émile Engel. Va romandre a Barcelona per a la temporada de primavera del Liceu, cantant llavors Amleto (Hamlet) d'Ambroise Thomas a partir del 5 d'abril, Rigoletto a partir del 9 d'abril, Don Giovanni de Mozart, en el paper de Zerlina, a partir del 22 d'abril, de nou Mignon el mes de maig, l'òpera I Capuleti e i Montecchi de Bellini, Un ballo in maschera a partir del 13 de maig, Gli Ugonotti a partir del 12 de maig i el 6 de juny de 1885 en l'estrena absoluta de l'òpera Il rinnegato Alonso García de Manuel Giró, una obra que es va represetnar una única vegada i que va posar el punt final de la temporada del Liceu.
Va tornar al Liceu la temporada d'hivern següent, interpretant Rigoletto, Il vascello fantasma (Der fliegende Holländer) de Richard Wagner i Martha, totes elles entre novembre i desembre de 1885. Fanny ja no tornaria mai més al teatre de La Rambla de Barcelona.
Els anys 1886-1904 va participar diverses vegades com a convidada al Teatro San Carlo de Nàpols, interpretant les òperes Cendrillon de Jules Massenet, Le Villi de Giacomo Puccini i I Medici de Ruggero Leoncavallo.
El 1887 va aparèixer al Drury Lane Theatre de Londres en el paper de Gilda de l'òpera Rigoletto de Verdi.
El 1889 va fer la gira Buenos Aires-Montevideo. A Buenos Aires, al Teatro de l'Òpera, hi va cantar el paper de Gilda de Rigoletto i el de Margherita de l'òpera Faust de Gounod, en una gira que comptava amb la direcció musical de Marino Mancinelli. A Montevideo va participar en Amleto l'u de setembre, en el paper d'Ofèlia, el dia 7 de setembre en I pescatori di perle (Les pêcheurs de perles) de Georges Bizet, en el paper de Leila i el 8 de setembre en el seu clàssic de Gilda de Rigoletto.
El 7 d'abril de 1892 Fanny va participar en l'estrena de l'òpera Tilda de Francesco Cilea, al Teatro Verdi de Florència.
El 28 de febrer de 1893 va participar en el Teatro La Fenice de Venècia en la representació de l'òpera I Rantzau de Pietro Mascagni, en el paper de Luisa. El 16 de març de 1893 va participar en la primera representació al Teatro La Fenice de Venècia de l'òpera La bella fanciulla di Perth (La jolie fille de Perth) de Georges Bizet. Uns dies més tard, el 25 de març representava el paper de la comtessa Juana de l'òpera Don Paez d'Ernesto Boezi.
El 1894 va tornar a aparèixer al Teatro Lirico Internazionale de Milà, interpretant L’amico Fritz de Pietro Mascagni el 23 de setembre, I Medici de Leoncavallo el 25 de setembre, Pagliacci de Leoncavallo el 26 de setembre i Mignon el 6 d'octubre.
Va estrenar a l'Argentina, el 16 de juny de 1896 i al Teatre de l’Òpera de Buenos Aires, el paper de Musetta de La Bohéme de Giacomo Puccini. El paper protagonista, Mimì, fou cantant per la romanesa Hariclea Darclée, el de Rodolfo per Emilio De Marchi i el de Marcello per Mauricio Barsanti, tot ells sota la direcció d'Edoardo Mascheroni. La gira va continuar pel Teatro Solís de Montevideo, on va interpretar el 18 de juliol el paper de Matilde de Guglielmo Tell de Rossini i dos dies després el de Valentina de Glui Ugonotti.
Va tornar a la gira Buenos Aires-Montevideo la temporada 1897, cantant de nou el paper de Gilda de Rigoletto al Teatre de l'Òpera de Buenos Aires i al Teatro Solís de Montevideo, aquest segon a partir del 7 de setembre.
El dia 17 de gener de 1901 va cantar al Teatre Regio de Torí en una de les sis estrenes simultànies (i totes fallides) de l'òpera Le Maschere de Pietro Mascagni.
Els dies 10 i 11 de desembre de 1902 va cantar a Trieste de nou el paper de Gilda, ara amb un famós tenor: Enrico Caruso.
L'any 1903 va cantar el paper principal de Lucia di Lammermoor de Donizetti al Teatro Quirino de Roma, al costat del debutant Carlo Galeffi.
El 1904 va oferir la seva funció de comiat de La Scala de Milà com a Gilda de l'òpera Rigoletto, al costat de Titta Ruffo que cantava el paper del geperut Rigoletto en el seu debut en aquell teatre. El març d'aquell any va cantar Gli Ugonotti al Teatro Costanzi de Roma.
Els últims deu anys de la seva vida va dedicar-se a l'ensenyament de cant.
Va morir a conseqüència d'una apendicitis el 2 de maig de 1914.
L'experimentat director Tullio Serafin va afirmar que havia escoltat tres grans sopranos al llarg de la seva carrera: Rosa Ponselle, Maria Callas i Fanny Torresella.